# Gong (udruga)
Gong, skraćeno od Građani organizirano nadgledaju glasanje, nestranačka je udruga neslužbeno utemeljena 1997. godine radi poticanja na aktivnije sudjelovanje u političkim procesima. Za svoje ciljeve udruga navodi promicanje i unaprjeđenje ljudskih i građanskih prava, te poticanje na participaciju u procesima donošenja političkih odluka. 

## Osnivanje
Gong je službeno osnovan 5. lipnja 1998. godine. Izmjenama Statuta 2000. godine mjenja ime u GONG, a potom 2019. godine u Gong.
Ipak, udruga za datum svog osnutka smatra 13. travnja jer su tog datuma 1997. održani prvi izbori koje je Gong pokušao promatrati unatoč zabrani tadašnjeg Izbornog povjerenstva, koje je preveniralo neovisno nadgledanje procesa izbora. Na poticaj aktivista Koordinacije 13 pokrenuta je „inicijativa samoorganiziranja nevladinih organizacija i građana Građani Organizirano Nadgledaju Glasanje – GONG”. Nakon kampanje Gonga i odluke Ustavnog suda kojom se dopušta nestranačko promatranje izbora, u izbornom zakonu 1999. godine konačno je usvojen i tzv. „narančasti” amandman te se od tada propisuje pravo promatranja izbora od strane domaćih, nestranačkih promatrača. 

## Postignuća
- Pravo na pristup informacijama postalo je ustavna kategorija 2010. zahvaljujući Gongovim istraživanjima provedbe Zakona o pravu na pristup informacijama i upozoravanjima na njegove manjkavosti.
- Objava dnevnih redova zatvorenih sjednica Vlade – premda je Gong upozoravao na ovu problematiku od 2007. jer su bivše Vlade dodjeljivale stotine milijuna kuna na zatvorenim sjednicama bez jasnih kriterija, objava je krenula tek od 15. ožujka 2012.
- Objava javnog sadržaja Narodnih novina kojeg je država htjela naplaćivati 2001.
- Inicijativa 22% manje vrijedni 2004. godine – Ministarstvo financija nije ukinulo plaćanje PDV-a na donacije iz inozemstva iako, primjerice Crkva, ne mora plaćati PDV na strane donacije.  Nakon javne reakcije ministar Šuker pokušao je „potkupiti” Gong Zelenu akciju, B.a.B.e. i HHO oslobađanjem od PDV-a na što organizacije nisu pristale jer su zagovarale ista pravila za sve.
- LOTUS istraživanje – prvo sustavno istraživanje transparentnosti u radu jedinica lokalne samouprave u Hrvatskoj, provedeno u svim gradovima i općinama, s ciljem analize stanja i izrade preporuka za povećanje njihove transparentnosti, unaprjeđenje njihove suradnje s civilnim društvom te funkcioniranje mjesne samouprave. Potaknuto Gongovim LOTUS istraživanjem, Ministarstvo pravosuđa je u jesen 2012. pokrenulo svoju inačicu.
- Platforma 112 i „Monitoring u sjeni” – inicijativa 60-ak organizacija civilnog društva koje se niz godina bave zaštitom ljudskih prava, demokratizacijom, izgradnjom mira, suzbijanjem korupcije i zaštitom javnih resursa. U 112 zahtjeva definirale su prioritete i konkretne mjere za Hrvatsku kao državu u kojoj će vladavina prava biti uporište djelovanja pojedinaca, institucija i političke elite. Platforma 112 radila je „monitoring u sjeni”, odnosno praćenje ispunjavanja obveza iz Poglavlja 23 te pisanje izvještaja koje je koristila i EU za sastavljanje Izvješća o napretku Hrvatske.
- Nakon Gongove inicijative Sabor je otvorio vrata za građane, a uvedeni su i vanjski članovi u većini saborskih odbora u okviru otvaranja Sabora prema civilnom društvu i stručnjacima. Također, 2001. pokrenut je Internship program u Saboru i Vladi kroz koji su studenti prava i politologije imali priliku steći stručnu praksu radeći sa svojim zastupnikom, a danas Sabor samostalno provodi taj program.

### Izborne promjene
Promatranje izbora – nestranačko promatranje izbora nije bilo dozvoljeno u 90-im godinama
- „Narančasti” amandman o nestranačkom promatranju izbora 1999. godine prihvaćen nakon odluke Ustavnog suda kojom se dopušta nestranačko promatranje izbora te postaje dio novog Izbornog zakona.
- Radionice Prvi put biram – educirano na desetine tisuća maturanata o biračkom pravu te načinima javnog zagovaranja i ostvarivanja svojih prava.
- Mrtvi glasači: javno razotkrivanje manipulacije popisima birača na Predsjedničkim izborima 2005. godine.
- Gong je, ne računajući pokušaj nestranačkog promatranja lokalnih izbora u Dubrovniku 1998., na nacionalnoj razini promatrao ukupno 15 provedenih izbora te jedan referendum.
- Od 2000. godine je 20.343 promatrača promatralo izbore.
- Gongovi promatrači su na poziv OESS-a, NDI-a (National Democratic Institute) i ENEMO-a (European Network of Election Monitoring Organizations) promatrali izbore u sljedećim zemljama: Ukrajina, Armenija, Azerbajdžan, Bjelorusija, Albanija, Slovačka, Bugarska, Libanon, Izrael - Zapadna obala/Pojas Gaze, Gruzija, Kosovo, Crna Gora, Španjolska, Makedonija, SAD, Kirgistan i Jordan.
- Državno izborno povjerenstvo postalo stalno tijelo – profesionalizacija tijela koja provode izbore kako bi se mogli posvetiti podizanju kvalitete izbornog procesa.

### Prava birača
- Građani imaju pravo znati – pravo na pristup informacijama postalo ustavna kategorija 2010. zahvaljujući Gongovim istraživanjima provedbe Zakona o pravu na pristup informacijama i upozoravanjima na manjkavosti Zakona.
- Dnevni redovi zatvorenih sjednica Vlade: konačno objavljeni 15.3.2012., a Gong upozorava na ovu problematiku od 2007. kada su bivše Vlade dodjeljivale stotine milijuna kuna na zatvorenim sjednicama bez jasnih kriterija.
- Novine narodu: objavljivanje javnog sadržaja Narodnih novina kojeg je država htjela naplaćivati 2001. godine.
- Organizirano na stotine „Građanskih sati” širom Hrvatske u obliku javnih tribina i kontakt radio emisija gdje su građani mogli izravno dobiti odgovore na pitanja od svojih lokalnih čelnika, saborskih zastupnika, ministara, a i Predsjednik Republike Hrvatske je bio gost u nekoliko navrata.

### Otvaranje institucija
- Do 2000. građani nisu imali pravo posjetiti Hrvatski sabor, a nakon Gongove inicijative Otvoreni Sabor, Sabor je otvorio vrata za građane, a Gong je doveo tisuće maturanata i građana iz cijele Hrvatske na susrete sa svojim zastupnicima.
- Gong je 2001. pokrenuo i Internship program u Saboru i Vladi kroz koji su studenti prava i politologije imali priliku steći stručnu praksu radeći sa svojim zastupnikom. Danas Sabor samostalno provodi ovaj Program.
- Praćenje izbora sudaca Ustavnog suda pri čemu se pozivalo na transparentan proces odabira moralnih i stručnih vertikala, javne rasprave o kandidatima, saslušanja kandidata…
- Uvedeni vanjski članovi odbora u većini saborskih odbora što je bilo u okviru otvaranja Sabora prema civilnom društvu i stručnjacima.

### Financiranje političkih stranaka
- Financiranje stranaka i kampanja – upozoravanje na nedostatak pravnog okvira i nadzora od 2003. godine, a na Predsjedničkim izborima 2005. i Parlamentarnim izborima 2007. javno smo iznosili podatke kako je HDZ potrošio mnogo više nego što je prikazano u službenim izvještajima. Uslijedila su poboljšanja zakona 2005., 2006. i 2011. godine te pokretanje postupaka protiv HDZ-a i bivšeg premijera.
- Inicijativa 22% manje vrijedni 2004. godine – Ministarstvo financija nije ukinulo plaćanje PDV-a na donacije iz inozemstva iako, primjerice Crkva, ne mora plaćati PDV na strane donacije.
- LOTUS istraživanje - prvo sustavno istraživanje u Hrvatskoj, provedeno u svim gradovima i općinama (njih 556), s ciljem analize stanja i izrade preporuka za povećanje transparentnosti u radu jedinica lokalne samouprave, unaprjeđenje njihove suradnje s civilnim društvom te funkcioniranje mjesne samouprave. Riječ je o ključnim područjima za daljnji razvoj demokracije i sudjelovanje građana u političkom životu njihovih lokalnih zajednica.
- Zagovaranje poboljšanja Zakona o sprječavanju sukoba interesa te praćenje izbora novih članova Povjerenstva za odlučivanje o sukobu interesa.

### Sudjelovanje u inicijativama organizacija civilnog društva
- Ukidanje Zakona o golf igralištima: sudjelovanje u zagovaranju ukidanja Zakona; Vlada donijela Zakon o ukidanju Zakona.
- Pravo na javno okupljanje: sudjelovanje u otvaranju Markovog trga za prosvjede.

### Gong i Europska unija
- „Monitoring u sjeni” – praćenje ispunjavanja obveza iz Poglavlja 23 i pisanje izvještaja koje je koristila i EU za sastavljanje Izvješća o napretku Hrvatske.
- Zahtjevi za objavom pregovaračkih stajališta i uključivanjem javnosti u pregovarački proces.
- Promatranje proces referenduma i poticanje na javnu raspravu o ulasku Hrvatske u EU.
- Iniciranje Platforme 112 okuplja šezdeset organizacija civilnog društva koje se niz godina bave zaštitom ljudskih prava, demokratizacijom, izgradnjom mira, suzbijanjem korupcije i zaštitom javnih resursa, posebno okoliša, koje su u 112 zahtjeva, upućenih svim političkim opcijama uoči parlamentarnih izbora, definirale prioritete i konkretne mjere za Hrvatsku u kojoj je vladavina prava uporište djelovanja pojedinaca, institucija i političke elite.

## Djelovanje
Istraživanja Gong radi samostalno i u suradnji s vanjskim suradnicima, analizirajući sadržaj i procese unutar javnih politika koje doprinose i/ili podržavaju dobro upravljanje. Riječ je u prvom redu o antikorupcijskoj politici (uključujući pravo na pristup informacijama), politici zaštite i unaprjeđenja ljudskih prava, reformi javne uprave, te obrazovanju za demokratsko građanstvo.
Educiranje je fokusirano na programe za neformalno cjeloživotno učenje i obrazovanje s fokusom na edukaciju za građansku pismenost usmjerena na pripremu nastavnika i učitelja za građansko obrazovanje mladih.

## Financiranje
Gong osmišljava projekte i programe kojima se prijavljuje na natječaje i javne pozive međunarodnih institucija (npr. Europske komisije), stranih i domaćih donatora. Svaku odobrenu donaciju i ime donatora objavljujemo u godišnjim izvještajima. Dio prihoda Gong ostvaruje od GRIF  Arhivirana inačica izvorne stranice od 14. travnja 2013. (Wayback Machine)-a – računovodstvenog servisa specijaliziranog za udruge, čiji višak prihoda predstavlja jedan od izvora samofinanciranja Gongovih aktivnosti.
Gong godišnje izvještaje o provedenim aktivnostima, primljenim i utrošenim sredstvima te donatorima objavljuju na svojim web stranicama i u tiskanom obliku.

## Vanjske poveznice
- Službena stranica
- Video o Gongu
- Official website